# Hautot padre e figlio
Hautot padre e figlio (Hautot père et fils) è un racconto di Guy de Maupassant pubblicato nel 1889.

## Trama
Il signor Hautot, un ricco proprietario terriero normanno poco più che quarantenne, vedovo da molto tempo, ama da anni Caroline, una giovane donna che vive nella vicina città di Rouen ma che non ha osato sposare per una promessa fatta a suo tempo alla defunta moglie. L'uomo viene gravemente ferito in un incidente di caccia. Prima di morire informa il proprio figlio ventenne Césaire della sua relazione e lo incarica di informare l'amante della sua morte e di darle del danaro. Dopo la morte del padre, il figlio esegue la sua missione; si accorge di provare simpatia e tenerezza per la donna, scopre l'esistenza di un fratellino, decide di mantenere con la giovane le abitudini del padre.

## Critica
Il racconto fu pubblicato dapprima su L'Écho de Paris del 5 gennaio 1889, fu ripreso in varie riviste e pubblicato infine in volume nella raccolta La mano sinistra nello stesso anno. Chiaravelli lo definisce un «pudico racconto di sentimenti» e afferma che ha influenzato i crepuscolari italiani e, dopo la traduzione in inglese ad opera di Saroyan, i minimalisti americani. Roger Ferdinand ne trasse un lavoro teatrale, rappresentato per la prima volta il 10 maggio 1931 al Théâtre du Grand Guignol, tradotto in italiano da Carla Faraglia e replicato più volte con successo da Alfredo Sainati e Bella Starace.

## Edizioni
- Guy de Maupassant, La main gauche, Paris: Paul Ollendorff, 1889, pp. 65-98[5]
- Guy de Maupassant, Contes et nouvelles; texte établi et annoté par Louis Forestier; préface d'Armand Lanoux; introduction de Louis Forestier, Collezione Bibliothèque de la Pléiade 253, Paris: Gallimard, 1974, ISBN 978-2-07-010805-3
- Guy de Maupassant, La mano Sinistra: Novelle; traduzione di Dario Cinti, Milano: Casa Ed. Sonzogno, 1917
- Guy de Maupassant, Il porto e altri racconti; a cura di Camillo Sbarbaro, Milano: Bompiani, stampa 1945
- Guy de Maupassant, Tutte le novelle; a cura di Mario Picchi, Collezione I Meridiani, Milano: A. Mondadori, Vol. IIː ISBN 88-04-46917-X
- Guy de Maupassant, Tutte le novelle e i racconti; a cura di Lucio Chiavarelli; introduzione generale di Giacinto Spagnoletti; Collezione I mammut 81, Roma: Grandi Tascabili Economici Newton, 2005, ISBN 88-541-0440-X